# مردم هوکلو
مردم هوکلو  (انگلیسی: Hoklo people) یا مردم هاکین یک گروه فرعی هان چینی (هم چنین هان تایوانی) هستند که به زبان هاکین، یک زبان مین جنوبی،  صحبت می‌کنند، یا اینکه اصل و نسب آنها به جنوب شرقی فوجیان، چین  می‌رسد و با درون‌نام و برون‌نام‌های مختلف یا اصطلاحات مرتبط دیگر، همچون مردم بان لام (مین نان) (Banlam (Minnan) people) (چینی: 閩南儂; Pe̍h-ōe-jī: Bân-lâm-lâng) یا مردم هاکین (چینی: 福建儂; پین‌یین: Hok-kiàn-lâng) شناخته می‌شوند. جمعیت قابل توجهی از آنها در خارج از کشور در تایوان، مالزی، سنگاپور، اندونزی، برونئی و قاره آمریکا وجود دارد.